# Котовник
Кото́вник (лат. Népeta) — род травянистых растений семейства Яснотковые (Lamiaceae). Большая часть видов произрастает в Европе, Азии и Африке, некоторые виды встречаются в Северной Америке.

## Ботаническое описание
Большинство видов — травянистые многолетние растения, некоторые — однолетние.
Стебли прямостоячие.
Листья от зелёных до серовато-зелёных.
Цветки в мутовчатых соцветиях; венчики обычно не более 10 мм длины, белые или синие, реже розовые или сиреневые.

## Хозяйственное значение и использование
Котовники кошачий и голый — первоклассные медоносы.
Котовник кошачий выращивают как пряное растение с ароматом герани, розы и лимона: свежие листья котовника кладут в салаты, сухие листья и соцветия — в мясные и рыбные блюда, добавляют в соусы, в чай и уксус для отдушки. Используется в народной медицине.
Котовник Фассена — популярный многолетник, используемый как декоративное садовое растение. В культуре присутствует более десятка сортов, отличающихся длиной побегов и цветом листьев и цветков.

## Классификация

### Таксономия
Nepeta L., 1753, Sp. Pl. : 570
Род Котовник относится к семейству Яснотковые (Lamiaceae) порядка Ясноткоцветные (Lamiales). Таксономическая схема в соответствии с Системой APG IV по состоянию на декабрь 2023 года:
|  |                                      |  |                                   |                                   |                      |  | ещё 23 семейства |               |               |                                                               |
|  |                                      |  |                                   |                                   |                      |  |                  |               |               | 261 подтвержденный вид и 78 таксонов, ожидающих подтверждения |
|  |                                      |  |                                   | порядок Ясноткоцветные            |                      |  |                  |               | род Котовник  |                                                               |
|  |                                      |  |                                   | порядок Ясноткоцветные            |                      |  |                  |               | род Котовник  |                                                               |
|  | отдел Цветковые, или Покрытосеменные |  |                                   |                                   | семейство Яснотковые |  |                  |               |               |                                                               |
|  | отдел Цветковые, или Покрытосеменные |  |                                   |                                   |                      |  |                  |               |               |                                                               |
|  |                                      |  | ещё 63 порядка цветковых растений | ещё 63 порядка цветковых растений |                      |  |                  | ещё 268 родов | ещё 268 родов |                                                               |
|  |                                      |  |                                   | ещё 63 порядка цветковых растений |                      |  |                  |               | ещё 268 родов |                                                               |

### Виды
Некоторые из них:
- Nepeta bucharica Lipsky — Котовник бухарский
- Nepeta cataria L. typus — Котовник кошачий или Кошачья мята
- Nepeta ×faassenii — Котовник Фассена
- Nepeta grandiflora — Котовник крупноцветковый
- Nepeta ispahanica Boiss. — Котовник исфаганский
- Nepeta italica — Котовник итальянский
- Nepeta kokanica Regel — Котовник кокандский
- Nepeta multifida L. — Котовник многонадрезный
- Nepeta nervosa — Котовник жильчатый
- Nepeta nuda — Котовник голый
- Nepeta sibirica L. — Котовник сибирский
- Nepeta subsessilis Maxim. — Котовник полусидячий